# Flughafen Aasiaat

i7
i11
i13
Der Flughafen Aasiaat (IATA-Code: JEG, ICAO-Code: BGAA) ist ein Flughafen in Aasiaat im westlichen Grönland.

## Lage
Der Flughafen liegt etwa 3,5 km ostnordöstlich des Stadtzentrums von Aasiaat und ist über die 1,5 km lange Straße Tipitooq Kangilleq ab dem Ostrand der Stadt zu erreichen. Er liegt auf einer Höhe von 74 Fuß.

## Geschichte

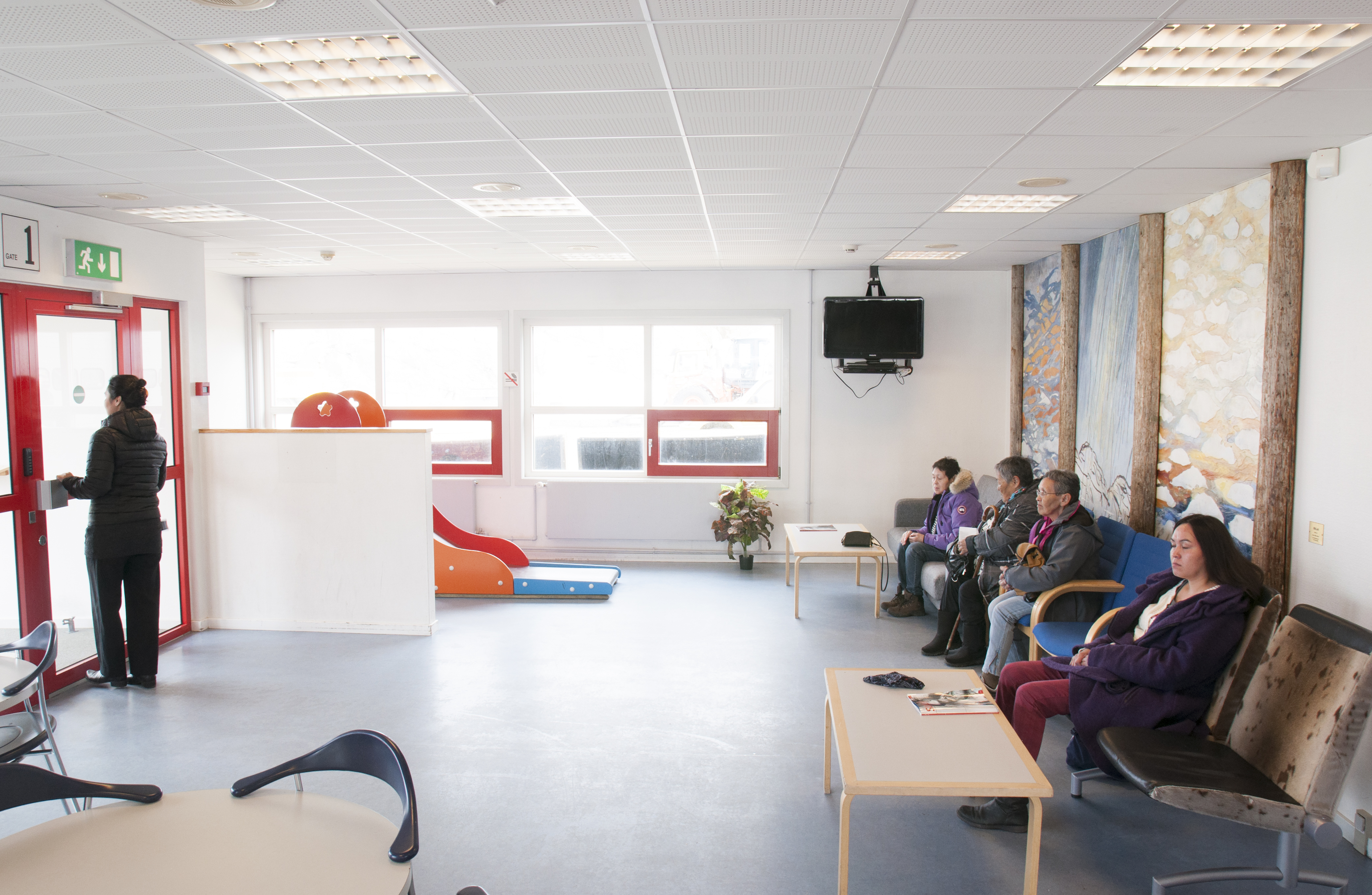
Im Terminal (2016)

Bereits 1981 kam unter Bürgermeister Knud Sørensen die Idee auf, einen Flughafen mit einer Bahnlänge von 800 m in Aasiaat zu errichten. Letztlich setze sich jedoch das 90 km entfernte Ilulissat durch und erhielt einen Flughafen. Dennoch gehörte Aasiaat zu den vier Städten, die noch vor dem Jahr 2000 einen Flughafen erhalten sollten. 1995 wurde mit dem Bau der Straße zum Flughafen begonnen. Die Baukosten wurden auf etwa 110 Mio. Kronen veranschlagt. Der Flughafen sollte eine Länge von 800 m bekommen, allerdings wurde wegen der flachen Beschaffenheit des Terrains überlegt, die Bahn auf 1500 m zu verlängern. Der Plan wurde Anfang 1997 noch einmal aufgegriffen, die geplanten Baukosten auf 101 Mio. Kronen reduziert und weitere 20 Mio. für die eventuelle längere Variante veranschlagt. Am 17. Oktober 1998 wurde der Flughafen schließlich in der kurzen Variante nach tatsächlichen Baukosten in Höhe von nur 97 Mio. Kronen eröffnet und zwei Tage später der Flugverkehr gestartet. Die Kosten für die Verlängerung wurden zuletzt auf nur 4 Mio. Kronen veranschlagt.

## Ausstattung
Der Flughafen verfügt über eine asphaltierte Landebahn (11/29) mit einer Länge von 799 m und einer Breite von 30 m. Es gibt keine Flächenenteisungsanlagen. GPS-gestützte Nicht-Präzisionsanflüge und ein NDB-Anflug sind verfügbar, Sichtflug ist aber ebenfalls gestattet.

## Fluggesellschaften und Ziele
Vom Flughafen Aasiaat aus werden von Air Greenland regionale Flüge zu den Flughäfen Ilulissat, Sisimiut und Kangerlussuaq angeboten. Daneben werden ganzjährig Helikopterflüge zum Heliport Kitsissuarsuit durchgeführt sowie saisonal zu den Heliports Qeqertarsuaq, Qasigiannguit, Akunnaaq, Niaqornaarsuk, Kangaatsiaq und Attu.